# Eurocopter Tiger
El Eurocopter Tiger és un helicòpter d'atac desenvolupat per l'empresa francoalemanya Eurocopter (actualment Airbus Helicopters).
El desenvolupament del Tiger començà durante la Guerra Freda, i fou inicialment concebut com a helicòpter antitancs per ser utilitzat contra la Unió Soviètica en cas d'invasió terrestre d'Europa de l'Oest. Durant el seu llarg període de desenvolupament, la Unió Soviètica s'esfondrà, però França i Alemanya optaren per tirar endavant amb el Tiger i convertir-lo en helicòpter d'atac multifuncional.
El Tiger té la distinció de ser el primer helicòpter fabricat completament amb compòsits desenvolupat a Europa. Fins i tot els primers models també incorporen altres recursos avançats, com ara una cabina de vidre, tecnologia furtiva i gran agilitat, per tal d'augmentar-ne la capacitat de supervivència. Des d'aleshores n'han entrat en servei variants millorades, equipades amb motors més potents i compatibles amb una àmplia gamma d'armes. Des de la seva introducció, el Tiger ha estat utilitzat en combat a l'Afganistan, Líbia i Mali.
A juliol del 2019 se n'havien venut 180 unitats.

## Desenvolupament

### Orígens i desenvolupament primerenc
El 1984, els governs de França i Alemanya Occidental van emetre un requisit per a un helicòpter antitanc avançat, amb una variant desitjada pels francesos dedicada al paper d'escorta i antihelicopter.
Com estava previst, ambdós països aconseguirien un total de 427 helicòpters. Els alemanys occidentals planejaren adquirir 212 models de la variant antitanc anomenada PAH-2 (Panzerabwehrhubschrauber o "helicòpter antitanc"), amb lliuraments a partir de finals de 1992. Els francesos volien 75 HAP (Hélicoptère d'Appui Protection o "Helicopter de suport i escut") i 140 HAC (Hélicoptère Anti Char o "Anti Tank Helicopter"), amb lliuraments a partir de finals de 1991 i 1995, respectivament.
Posteriorment, es va escollir una aliança d'empreses formada per Aérospatiale i MBB com a proveïdor preferit. El 1986, el programa de desenvolupament es va cancel·lar efectivament a causa dels costos en espiral; s'havia calculat oficialment que subministrar a les forces alemanyes un nombre equivalent d'helicòpters d'atac d'AH-64 Apache produïts pels Estats Units hauria estat una alternativa considerablement més barata per continuar amb el desenvolupament del Tiger. Segons les declaracions del ministre de Defensa francès André Giraud l'abril de 1986, l'esforç de col·laboració s'havia tornat més car que un programa nacional individual i també es preveia que trigaria més a completar-se. El juliol de 1986, un informe del govern sobre el projecte va al·legar que el desenvolupament s'havia distanciat dels requisits i preferències dels seus clients militars.
França i Alemanya van reorganitzar el programa, incloent-hi mesures com l'adopció de contractes a termini fix que van posar un major risc financer a les empreses privades implicades. Thomson CSF també es va fer càrrec de la majoria del treball de desenvolupament electrònic de Tiger, com els sistemes visuals i els sensors. Malgrat els primers problemes de desenvolupament i la incertesa política entre 1984 i 1986, el programa va ser rellançat formalment el novembre de 1987; va ser en aquest punt que va sorgir un major èmfasi en les capacitats antitancs dels helicòpters d'atac. Gran part del marc organitzatiu del projecte es va remodelar ràpidament entre 1987 i 1989, com la instal·lació d'una Oficina d'Helicòpters francoalemanya per actuar com a agència executiva del programa el maig de 1989.

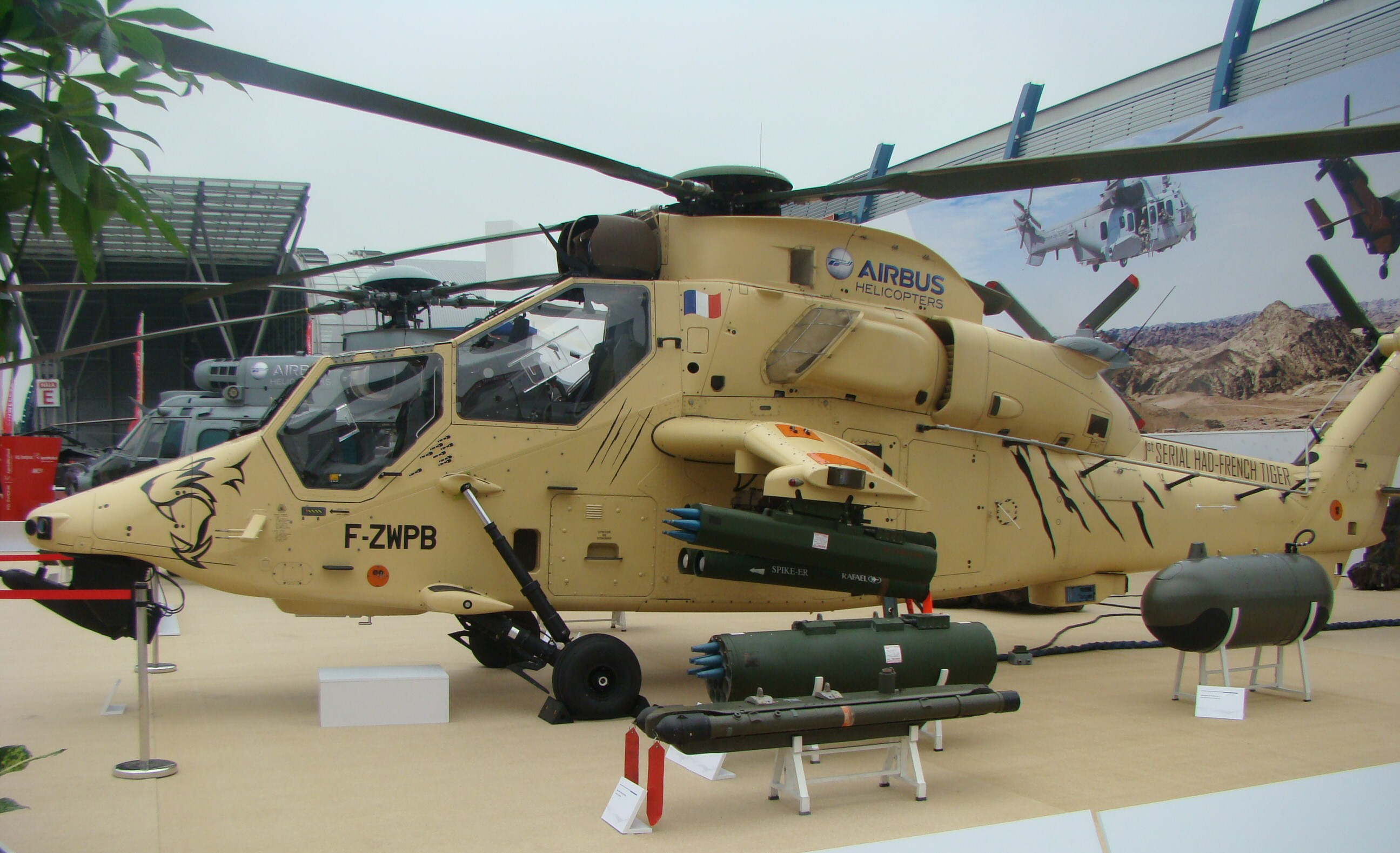
Un Eurocopter Tiger Francès en una exposició

El novembre de 1989, Eurocopter va signar un acord que assegurava financerament la majoria del desenvolupament de l'helicòpter a través de la producció en sèrie, incloent-hi els arranjaments per a dues línies de muntatge que es construiran a la planta de Marignane d'Aerospatiale i les instal·lacions de Donauwwrth de MBB. Aquest mateix acord també va incloure la fabricació de cinc prototips de Tiger. Tres d'ells operaven com a testbeds desarmats i els altres dos com a prototips de combat armats amb un per a la variant d'helicòpter d'escorta francesa i l'altre per a la variant antitancs alemanya. El primer prototip va prendre el primer vol el 27 d'abril de 1991 que va durar 30 minuts.
A causa de la fi de la guerra freda i la disminució dels pressupostos de defensa posteriors en la dècada de 1990, les pressions financeres van donar lloc a més preguntes sobre la necessitat de tot el programa; el 1992 es va especular que el Ministeri de Defensa alemany podria no continuar amb el projecte a causa del requisit de fer retallades fiscals. No obstant això, Alemanya també estava cada vegada més interessada perquè el Tiger realitzés una major varietat de missions; més enllà de ser una excel·lent plataforma antitancs, les especificacions per a la plataforma alemanya van ser modificades per incloure reconeixement armat al camp de batalla, suport aeri proper de les tropes terrestres i escortar altres helicòpters.
El 1992, Aérospatiale i MBB, entre altres empreses, es van fusionar per formar el Grup Eurocopter; això va conduir a una consolidació considerable de la indústria aeroespacial i el mateix projecte Tiger. El desembre de 1996 es va aconseguir un acord important entre França i Alemanya que va consolidar les perspectives del Tiger i va comprometre el desenvolupament d'elements de suport, com una sèrie de dissenys de míssils de nova generació per al seu ús pel nou helicòpter. No obstant això, les qüestions polítiques nacionals van continuar afectant les perspectives del tigre. Una proposta de venda de fins a 145 tigres a Turquia va resultar ser una font de controvèrsia; Turquia va seleccionar el tigre com l'opció preferida, però les actituds contradictòries entre Eurocopter, França i Alemanya pel que fa a les exportacions militars van portar a Turquia a retirar el seu interès.

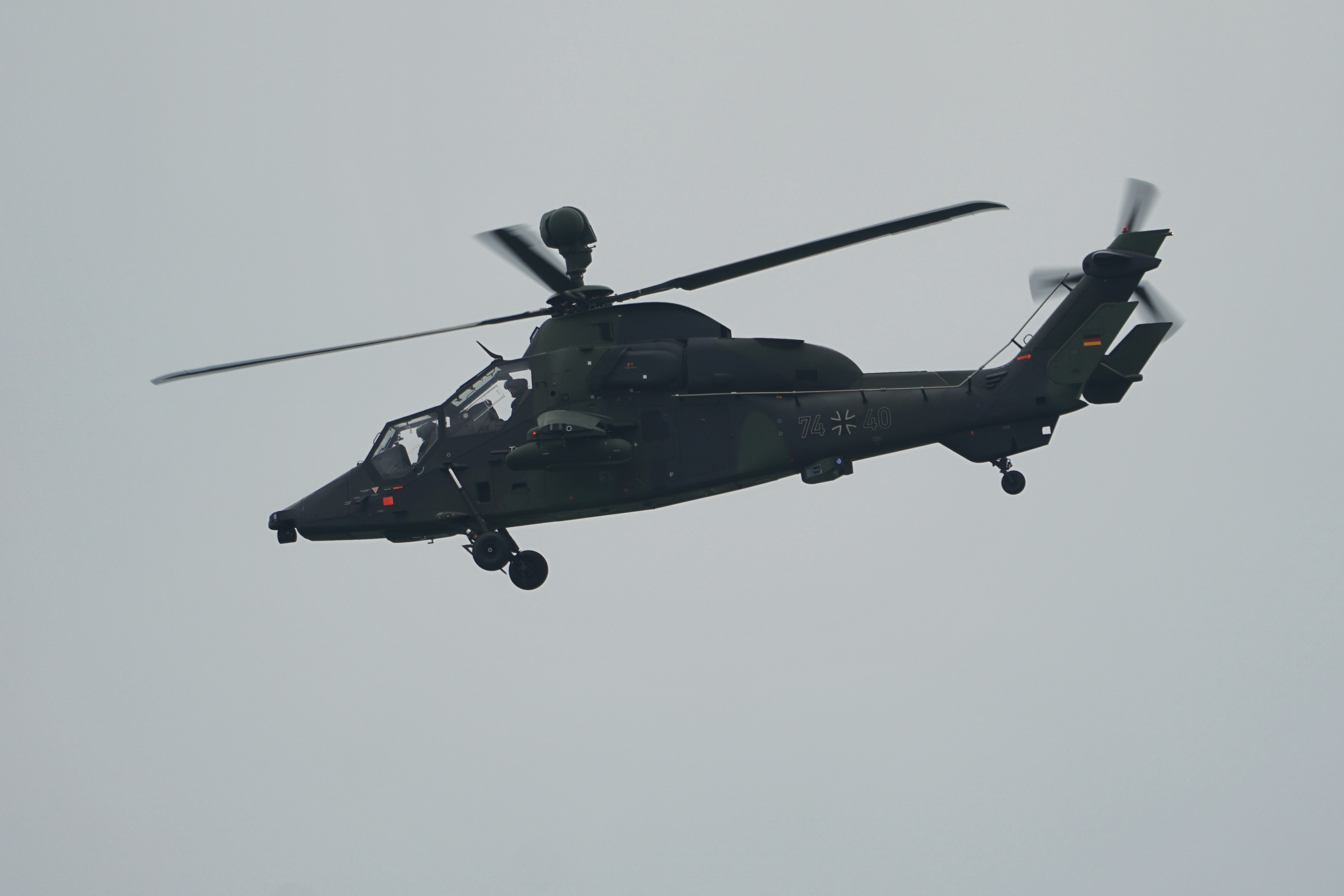
Un Eurocopter Tiger Alemany en ple vol

El 18 de juny de 1999, Alemanya i França van donar públicament ordres d'un primer lot de 160 helicòpters Tiger, 80 per cada nació, valorats en 3.300 milions d'euros. El 22 de març de 2002, el primer Tiger de producció es va desplegar en una gran cerimònia celebrada a la fàbrica de Donauwwrth d'Eurocopter; tot i que els models de producció van començar les primeres proves d'acceptació el 2003, el primer lliurament oficial a l'exèrcit francès va tenir lloc el 18 de març de 2005; el primer lliurament oficial de Tiger a Alemanya el va seguir el 6 d'abril de 2005. Alemanya va reduir el seu ordre a 57 el març de 2013. El 2008 OCCAR va estimar el cost del projecte en 7.300.000.000 €. El pressupost de França per a l'any 2013 va situar la seva part del projecte en 6.4bn€, el que implica un cost de programa de 14.7bn€ als tres socis principals. El Llibre blanc francès de 2013 va canviar la barreja a 60 HAP i 20 dels més cars HAD; a preus de FY2013, el seu HAP costava 27,4 m€/unitat i el seu tenia 36,1 m//unitat, incloent-hi costos de desenvolupament que els Tigres francesos costaven 80 m€ cadascun. El desembre de 2015, França va fer una comanda addicional per a 7 helicòpters HAD, amb el pla d'actualitzar tota la flota a l'estàndard HAD per 2025 per a un total de 67 helicòpters.

### Exportació
Durant la dècada de 1990, les perspectives d'exportació del Tigre s'havien vist reforçades per dues grans ofertes de comandes de Gran Bretanya i els Països Baixos. Les converses discretes entre Gran Bretanya i França sobre una associació amb el Tigre havien continuat des de finals de la dècada de 1980 i, encara que la Gran Bretanya havia descartat inicialment la participació industrial en el projecte, a mitjan dècada de 1990 se sabia que Gran Bretanya estava preparada per comprar helicòpters d'atac moderns de l'estranger. La direcció d'Eurocopter estava disposada a pressionar la producció del Tigre perquè s'actués al més aviat possible, ja que la incertesa sobre la data en què la producció, i, per tant, la disponibilitat, començaria es considerava que afectava negativament els possibles acords d'exportació. Tant als Països Baixos com a Gran Bretanya, es va exercir una considerable pressió dels grups de pressió amb l'esperança de la selecció del tigre. No obstant això, cap dels dos països demanaria el tigre.
El 21 de desembre de 2001, Eurocopter va ser guardonat amb el contracte per complir el "requisit de l'aire 87" de l'Exèrcit Australià per 22 helicòpters Tiger de la versió ARH (Armed Reconnaissance Helicopter). Les modificacions del Tiger estàndard incloïen nous sistemes de comunicacions i aviònica, així com compatibilitat amb els requisits de seguretat australians. Segons els termes del contracte, 18 dels 22 avions van ser muntats a les instal·lacions d'Aerospace Brisbane, una filial d'Eurocopter. L'1 de juliol de 2007, a causa dels retards en l'obtenció de la capacitat operativa, l'Organització de Materiel de Defensa d'Austràlia va aturar tots els pagaments pel que fa a la contractació. Segons el Departament de Defensa d'Austràlia, el 2008 els principals problemes s'havien abordat i els pagaments es van reprendre en conseqüència. L'octubre de 2010, es va revelar que els helicòpters no estaran plenament operatius durant altres dos anys. El desembre de 2011, el Tiger ARH final va ser lliurat a l'Exèrcit Australià. L'agost de 2019, Austràlia va anunciar LAND 4503, el programa de reemplaçament Tiger ARH.